# Billotia
Billotia is een geslacht van insecten uit de familie van de Bochelvliegen (Phoridae), die tot de orde tweevleugeligen (Diptera) behoort.

## Soorten
- B. inermis Schmitz, 1944
- B. papii Gori, 2000